# نيكي رست
نيكي رست (بالإنجليزية: Nicky Rust)‏ هو لاعب كرة قدم بريطاني في مركز حراسة المرمى، ولد في 25 سبتمبر 1974 في إيلي في المملكة المتحدة. لعب مع نادي بارنت.